# Corn anglès
El corn anglès és un aeròfon, un instrument musical de la família del vent de fusta, emparentat amb l'oboè tant per la seva estructura com pel seu timbre. En l'embocadura té una llengüeta de canya doble i el tub és lleugerament cònic. A les partitures orquestrals s'abreuja amb les inicials (ca). És un instrument transpositor, és a dir que el que sona no és el mateix que el què està escrit. En la classificació de Hornbostel-Sachs es troba en el grup 422.12, dels aeròfons de llengüeta doble i tub cònic.

## Origen del nom
Hom desconeix l'origen del nom i malgrat que es digui "anglès", no té res a veure amb Anglaterra. Es creu que és originari de França, i el nom original seria cor anglé ("corn en angle"), ja que té aquesta forma lleugerament corbada. El terme anglais o anglois seria una deformació d'"anglé" que ha generat aquest error. En tots els idiomes es perpetua aquesta confusió i, per exemple, es diu "english horn" en anglès, "corno inglese" en italià i "Englisch Horn" en alemany.

## Tessitura i qualitat sonora
El corn anglès és més llarg que l'oboè i pot sonar una quinta més greu. Es diu que està en fa, perquè la nota més greu que pot sonar és un fa. És a dir que quan l'executant prem la combinació de tecles que en un oboè produiria un do4, en el corno anglès produeix un fa3.
La seva tessitura va des del mi3 fins al sib5, és a dir, dues octaves i mitja. En algunes orquestracions, com la de Ravel en els Quadres d'una exposició, el fa arribar al mib greu, el que fa pensar que seria un altre tipus d'instrument similar.
La seva campana en forma de pera contribueix a donar-li un timbre un punt més nasal i cobert que el de l'oboè. La seva qualitat sonora és més propera a la del "oboè d'amor"; té un timbre més dolç i planyívol que l'oboè. Mentre l'oboè és l'instrument soprano de la família, el corn anglès és el contralt, mentre que l'oboè d'amor correspondria al mezzosoprano.

## Història
Possiblement prové de la "taille d'hautbois" barroca més que no pas de l'oboè da caccia desenvolupat pel luthier Eichentopf de Leipzig que J.S. Bach va utilitzar freqüentment a les seves cantates.
Henry Purcell l'identifica com a tenor hoboy, és a dir, oboè tenor. Més tard va ser conegut com a oboè contralt. Els anglesos de vegades denominaven aquest instrument "french horn", que és com ara s'anomena la trompa. A Anglaterra actualment és conegut pel seu nom francès, "cor anglais", mentre que als Estats Units se'l coneix com a "english horn".
Era molt poc usat abans del Romanticisme; un exemple d'aquestes poques utilitzacions la trobem a Barcelona; segons el Baró de Maldà, el 4 de març de 1801 es va tocar un concert per a corn anglès i orquestra de Carles Baguer. Posteriorment, però, va ser un instrument força habitual en l'orquestra amb destacats "solos", que s'han fet famosos com en el segon moviment de la Simfonia del Nou Món de Dvořák. En la música de cambra s'usa rarament, ja que es fa servir l'oboè.
A les bandes sonores de les pel·lícules, el corn anglès apareix tant o més que l'oboè, degut al seu timbre més rodó i al seu so més greu. També ha estat usat per alguns músics de jazz com Paul McCandless, Sonny Simmons i Vinny Golia. Nancy Rumbel l'ha fet servir en la cançó guanyadora del premi Grammy Tingstad and Rumbel. El corn anglès també està present en arranjaments instrumentals dels germans Carpenters, sent la més notable For All We Know (1971).

## Repertori
- Antonín Dvořák: Simfonia núm. 9 del Nou Món
- César Franck: Simfonia en re menor (2n moviment).
- Dmitri Xostakóvitx: Simfonia núm. 11 (4t moviment). Simfonia núm. 8 (1r moviment).
- Joseph Haydn: Simfonia núm. 22 (El filòsof).
- Jean Sibelius: El cigne de Tuonela. Suite Karelia.
- Maurice Ravel: Concert per a piano en sol (2n moviment).
- Joaquín Rodrigo: Concert d'Aranjuez (2n moviment)
- Gioacchino Rossini: Obertura de Guillem Tell.
- Richard Wagner: Tristany i Isolda (acte 3r, escena 1a).
- Hector Berlioz: Obertura del Carnaval Romà.
- Piotr Ilitx Txaikovski: Romeo i Julieta (tema d'amor).
- Aaron Copland: Quiet City.
- Aleksandr Borodín: En les Estepes de l'Àsia central.